# Bando nacional

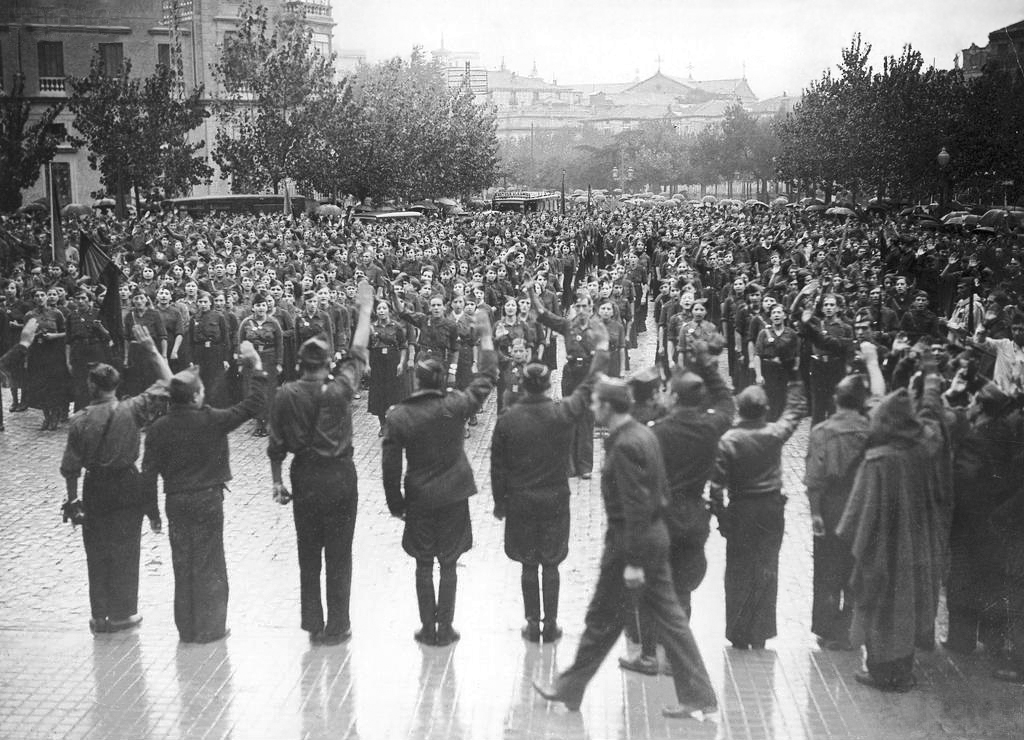
Miembros de Falange Española de las JONS el 12 de octubre de 1936 en Zaragoza.

Bando nacional es el nombre con el que se autodenominaron los sublevados en el golpe de Estado de 1936 contra el gobierno de la Segunda República Española, cuyo fracaso daría origen a la guerra civil de 1936-1939. Por extensión, sus integrantes se llamaban a sí mismos nacionales, un término que no es compartido por la historiografía contemporánea.

## Terminología
«Bando nacional», que es la denominación que utilizaron para sí mismos los sublevados durante y tras el conflicto, es considerado por algunos un término excluyente, basado en su ideología nacionalista, puesto que también los republicanos eran ciudadanos españoles. Asimismo, «bando nacional» es también considerado por diversos autores un término propagandístico. Por ello, la historiografía contemporánea viene refiriéndose a esta facción contendiente como bando sublevado.

## Origen
El término  «nacionalistas» o «nacionales» aplicado al bando contendiente en la guerra civil fue acuñado por Joseph Goebbels, el ministro nazi de Propaganda, tras la visita de la delegación española clandestina liderada por el capitán Francisco Arranz para solicitar ayuda y material bélico a la Alemania nazi tras el golpe de Estado, el 24 de julio de 1936. Con este término se pretendía dar un aspecto de legitimidad a la ayuda militar alemana a los militares rebeldes españoles. Los líderes de la facción sublevada, que habían sido calificados de «cruzados» por el obispo de Salamanca Pla y Deniel, y que habían empleado el término «cruzada» para referirse a su campaña, inmediatamente aprobaron el término y lo adoptaron.
El término está ligado a la cuestión regional suscitada desde la discusión de los estatutos de autonomía catalán (1932), gallego (1936) y vasco (1936), lo que sirvió de estímulo para la radicalización de los partidos de derecha, en un proceso que terminó en la apropiación del adjetivo «nacional» por el bando sublevado en la guerra civil. Tras la guerra, el Gobierno franquista implantó un Estado fuertemente centralizado y se suprimieron el autogobierno regional.
Según el escritor Pío Moa, los sublevados de 1936 se llamaban nacionales «porque un vínculo definitorio entre ellos fue la consideración de España como una nación, idea menos firme y unánime en sus adversarios».
En el último parte de la guerra civil española, firmado por Franco, estuvo presente el término para referirse a sus tropas: 

En el día de hoy, cautivo y desarmado el Ejército Rojo, han alcanzado las tropas nacionales sus últimos objetivos militares. La guerra ha terminado. / El generalísimo / Franco / Burgos, 1° Abril 1939.